# Нокдаун (фильм, 2005)
«Нокдаун» (англ. Cinderella Man, дословный перевод названия — «Золушка-мужчина», также существует вариант «По прозвищу Золушка») — художественный фильм режиссёра Рона Ховарда, вышедший на экраны в 2005 году. Фильм основан на биографии американского боксёра Джеймса Брэддока.

## Сюжет
Карьера успешного в прошлом боксёра Джеймса Брэддока, кажется, подходит к концу: череда травм не позволяет ему вернуться на ринг. Наступила Великая депрессия, потеряны все сбережения, и ему приходится браться за любую работу, чтобы прокормить семью, и даже голодать. Но в порту получить её удаётся не всегда. Однажды ему предлагают за небольшие деньги выйти на ринг, но бой остановлен, так как оба боксёра были очень измотаны, а Брэддок к тому же сломал руку. Брэддока дисквалифицируют и обещают больше не пускать на ринг. Но судьба дала ему второй шанс: в последнюю минуту он заменяет другого боксёра и дерётся с претендентом на титул чемпиона мира. Брэддок побеждает в третьем раунде, что становится сенсацией. Он выигрывает один за другим ещё несколько боев, и вот уже 13 июня 1935 года ему предстоит сразиться с действующим чемпионом мира Максом Бэром. Бэр моложе почти на 4 года, выше ростом. Ставки принимаются с коэффициентом 10 к 1. К тому же Бэр убил на ринге двух соперников.
Супруга отговаривает его от боя, но Брэддок всё равно собирается выйти на ринг. Пресса пишет о золушке-боксёре, который из очередей за бесплатным супом неожиданно попал на поединок за пояс чемпиона мира. Брэддок становится символом всех бедных и лишившихся надежды. За его победу молятся простые люди всего Нью-Джерси, откуда родом Брэддок. В ходе жестокого 15-раундового боя Брэддоку удаётся сломить сопротивление противника и выиграть по очкам.

## В ролях
| Актёр             | Роль            |
| ----------------- | --------------- |
| Рассел Кроу       | Джеймс Брэддок  |
| Рене Зеллвегер    | Мэй Брэддок     |
| Пол Джаматти      | Джо             |
| Крейг Бирко       | Макс Бэр        |
| Пэдди Консидайн   | Майк Уилсон     |
| Брюс МакГилл      | Джимми Джонстон |
| Коннор Прайс      | Джэй Брэддок    |
| Деуитт, Розмари   | Сара            |
| Николас Кэмпбелл  | Спорти Льюис    |
| Мэттью Дж. Тэйлор | Примо Карнера   |
| Чак Шамата        | отец Рорик      |
| Фульвио Чечере    | рефери МакЭвой  |
| Питер Макнилл     | электрик        |

## Отзывы
Фильм получил в целом позитивную реакцию от критиков. На сайте-агрегаторе Rotten Tomatoes картина имеет рейтинг 80% на основании 213 критических отзывов. На сайте Metacritic рейтинг фильма составляет 69 из 100 на основании 40 отзывов.

## Награды и номинации
- 2006 — три номинации на премию «Оскар»: лучшая мужская роль второго плана (Пол Джаматти), лучший монтаж (Дэниел Хэнли, Майк Хилл), лучший грим и причёски (Дэвид ЛеРой Андерсон, Лэнс Андерсон)
- 2006 — две номинации на премию «Золотой глобус»: лучшая мужская роль — драма (Рассел Кроу), лучшая мужская роль второго плана (Пол Джаматти)
- 2006 — номинация на премию BAFTA за лучший оригинальный сценарий (Клифф Холлингсворт, Акива Голдсман)
- 2006 — премия «Выбор критиков» за лучшую мужскую роль второго плана (Пол Джаматти), а также три номинации: лучший фильм, лучший режиссёр (Рон Ховард), лучшая мужская роль (Рассел Кроу)
- 2006 — премия Гильдии киноактеров США за лучшую мужскую роль второго плана (Пол Джаматти), а также номинация за лучшую мужскую роль (Рассел Кроу)
- 2006 — номинация на премию Гильдии сценаристов США за лучший оригинальный сценарий (Клифф Холлингсворт, Акива Голдсман)
- 2006 — номинация на премию «Серебряная лента» Итальянского национального синдиката киножурналистов лучшему режиссёру зарубежного фильма (Рон Ховард)
- 2005 — номинация на премию «Спутник» за лучший фильм — драма
- 2005 — премия Австралийского киноинститута лучшему международному актёру (Рассел Кроу)